# 高江洲拓哉
高江洲 拓哉（たかえす たくや、1987年8月24日 - ）は、東京都三鷹市出身の元プロ野球選手（投手）。

## 経歴

### プロ入り前
兄の影響で小学2年から軟式野球を始める。中学時代は硬式の三鷹リトルシニアで捕手と三塁手を務めた。同じ野球チームには矢野謙次も所属していた。
府中工業高校に進学してからはショートを守っていたが、1年秋からチームの投手の故障と地肩の強さから投手に転向。3年時にはエースとなる。春の都大会で最速143km/hを計測した。夏の西東京大会3回戦で日大三高に0-7で敗れたが、185センチから繰り出す手元で伸びるストレートがスカウトの目に留まった。
その後、2005年の高校生ドラフトで中日ドラゴンズから4巡目指名を受け、入団。中日スカウトは「肘と肩の柔らかさは天性のもの、下半身を鍛えれば充分プロでやっていける。」と評価した。

### プロ入り後～現在
ルーキーイヤーの2006年7月16日に初めて一軍登録されたが、登板機会はなかった。その後、一軍登板はなく、2008年11月5日に戦力外通告を受ける。12球団合同トライアウトに参加し、シート打席で対戦した打者4人をいずれも無安打に抑える好投を見せたが、声は掛からず一般企業へ就職する。その後上場企業の子会社、モリス・ジャパン株式会社で代表を務める。

## 人物
- 機械技能士3級の資格を持つ。
- 都立高から直接ドラフト指名された2人目の選手（1人目は横川雄介）[2]。

## 詳細情報

### 年度別投手成績
- 一軍公式戦出場なし

### 背番号
- 60 （2006年 - 2008年）